# Alexander von Hübner

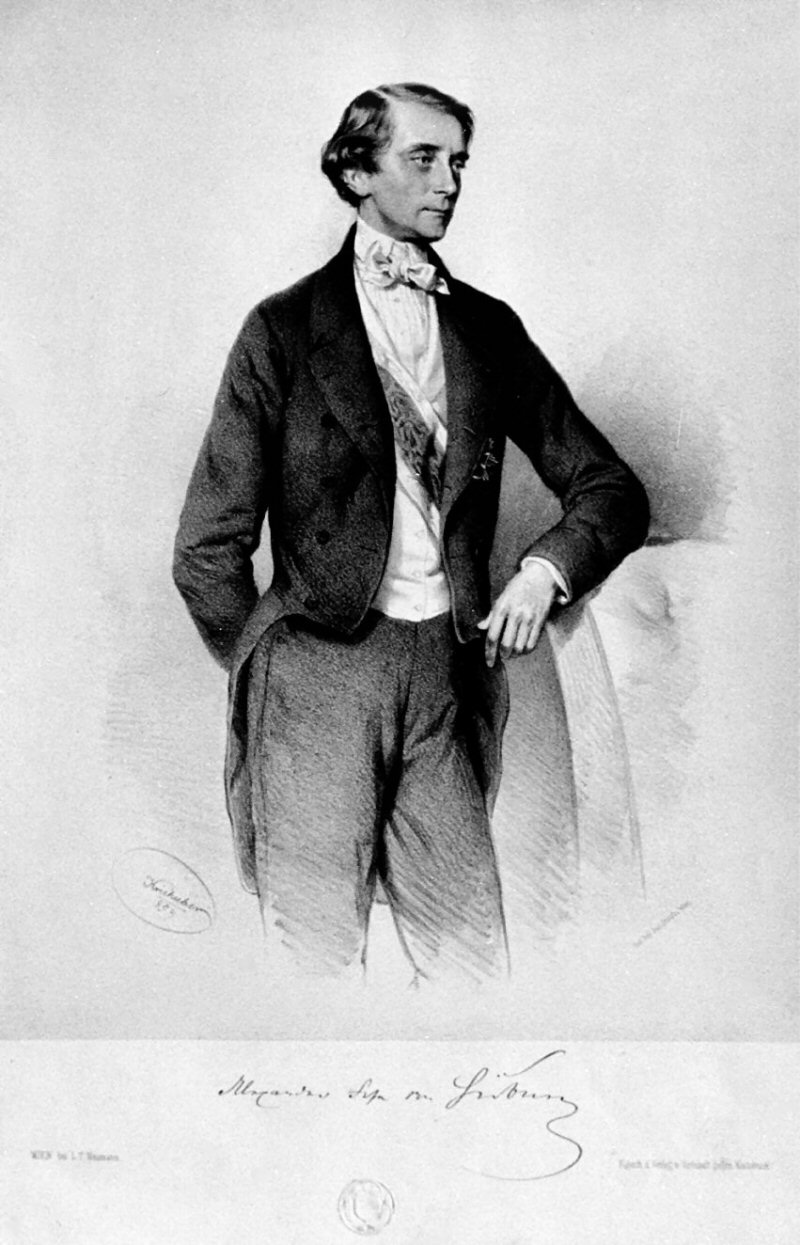
Alexander von Hübner, litografi av Joseph Kriehuber.

Joseph Alexander von Hübner, född den 26 november 1811 i Wien, död där den 30 juni 1892, var en österrikisk greve och diplomat.  
von Hübner, som var utomäktenskaplig son till Metternich, hette ursprungligen Hafenbredl som sin mor, men utbytte detta namn mot Hübner. Han inträdde 1833 på den diplomatiska banan och tjänstgjorde 1837–48 i Paris, Lissabon och Leipzig samt hölls under revolutionsåret 1848 tre månader fången som gisslan hos de upproriska i Milano, där han varit sekreterare hos ståthållaren, ärkehertig Rainer. von Hübner medföljde sedan den kejserliga familjen på dess flykt till Olmütz, användes där vid utarbetandet av proklamationer, diplomatiska noter och så vidare och sändes 1849 som ambassadör till Paris.
von Hübner kvarstannade i Frankrike till utbrottet av 1859 års krig, vilket för honom kom som en fullständig överraskning. Han var 1865–67 ambassadör vid Vatikanen, utsågs 1879 till livstidsledamot av österrikiska herrehuset och blev 1888 upphöjd i grevligt stånd. Hans politiska läggning var uitramontan och starkt konservativ. Bland von Hübners stilistiskt förtjänstfulla arbeten märks Sixte quint (3 band, 1870; ny upplaga, 2 band, 1883), flera resebeskrivningar och det postumt utgivna memoararbetet Neun Jahre der Erinnerungen eines österreichischen Botschafters in Paris (2 band, 1904, även fransk upplaga samma år).